# Spinthout

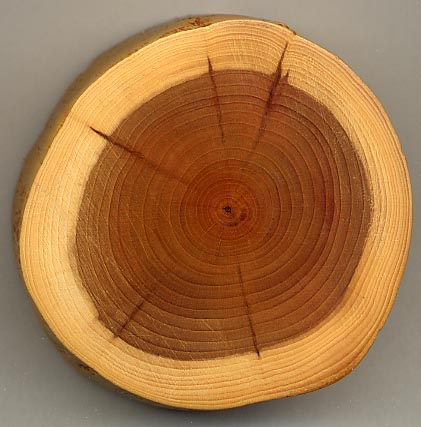
Spinthout (licht) en kernhout (donker) van een venijnboom (Taxus baccata)

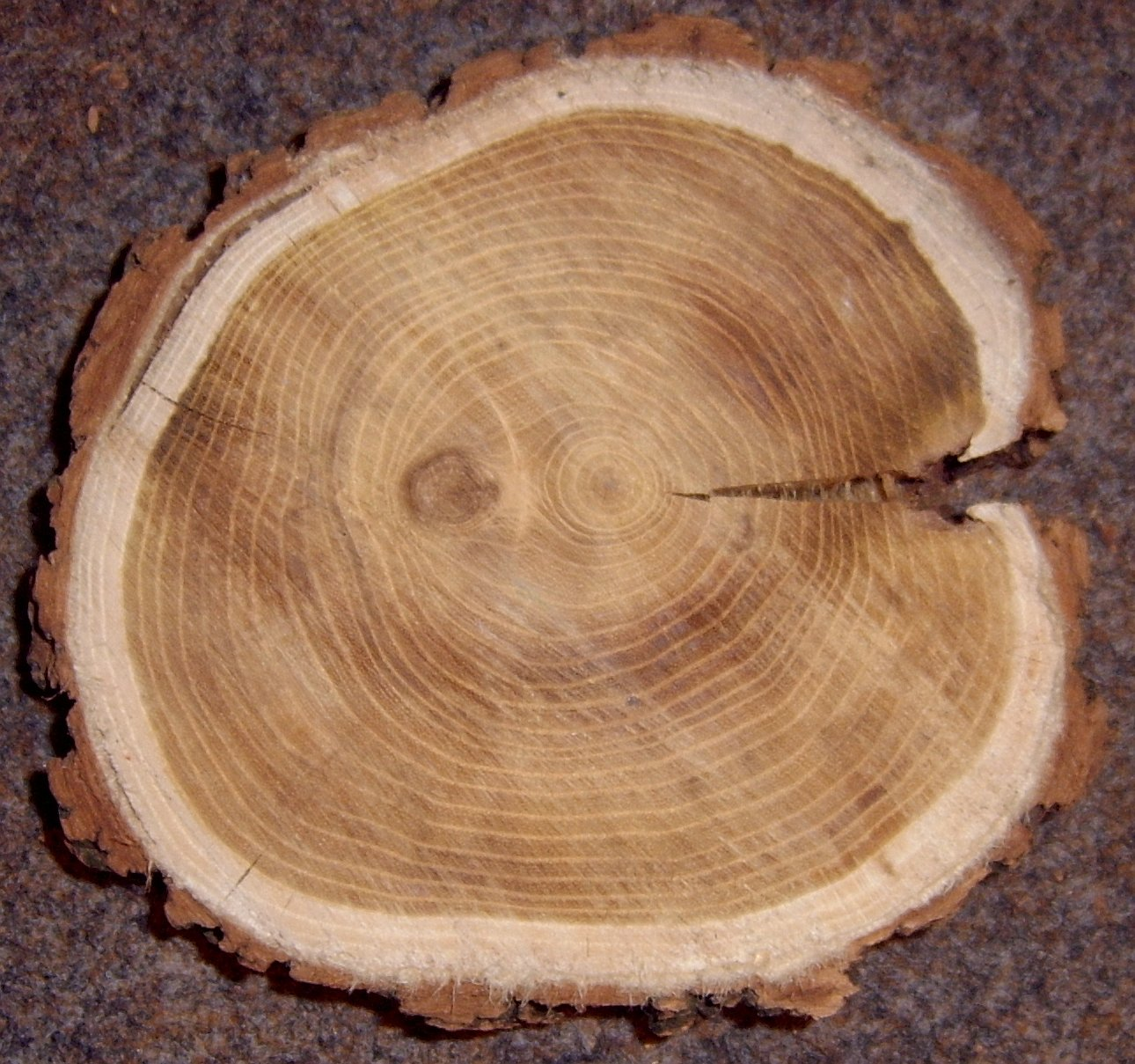
Spinthout (licht) en kernhout (donker) van een robinia

Spinthout is het niet-verkernde hout van een boom: het bevindt zich tussen het kernhout en de bast van de boom. Het spinthout verzorgt de opwaartse sapstroom en dient als opslagplaats voor voedingsstoffen. Het heeft exact dezelfde structuur als het kernhout, maar een andere chemische inhoud: het mist de afzetting van stoffen die het kernhout beschermen, en is altijd licht van kleur. Naargelang het kernhout donkerder is, dit verschilt per houtsoort, tekent het spinthout zich duidelijker af. De overgang tussen kern en spinthout kan heel scherp zijn, maar ook geleidelijk. 
Spinthout is gevoelig voor schimmels en houtworm, en wordt daarom niet (of niet onbehandeld) gebruikt wanneer duurzaamheid van belang is. Waar duurzaamheid niet van primair belang is wordt soms ook juist alleen het spinthout gebruikt. 
Spinthout valt bij nagenoeg alle houtsoorten in duurzaamheidsklasse 5 - "niet duurzaam". (Zie: NEN-EN-350:2016)